# Stepfershausen
Stepfershausen település Németországban, azon belül Türingiában. Lakosainak száma 626 fő (2017. december 31.). Stepfershausen Wahns községgel határos.

## Népesség
A település népességének változása:

| 2017 | 626 |